# Revolució a l'Imperi Carolingi (830)
La revolució del 830 a l'Imperi Carolingi fou l'enderrocament de fet de l'emperador Lluís el Pietós pels seus tres fills del primer matrimoni, Lotari I, Pipí I d'Aquitània i Lluís el Germànic.

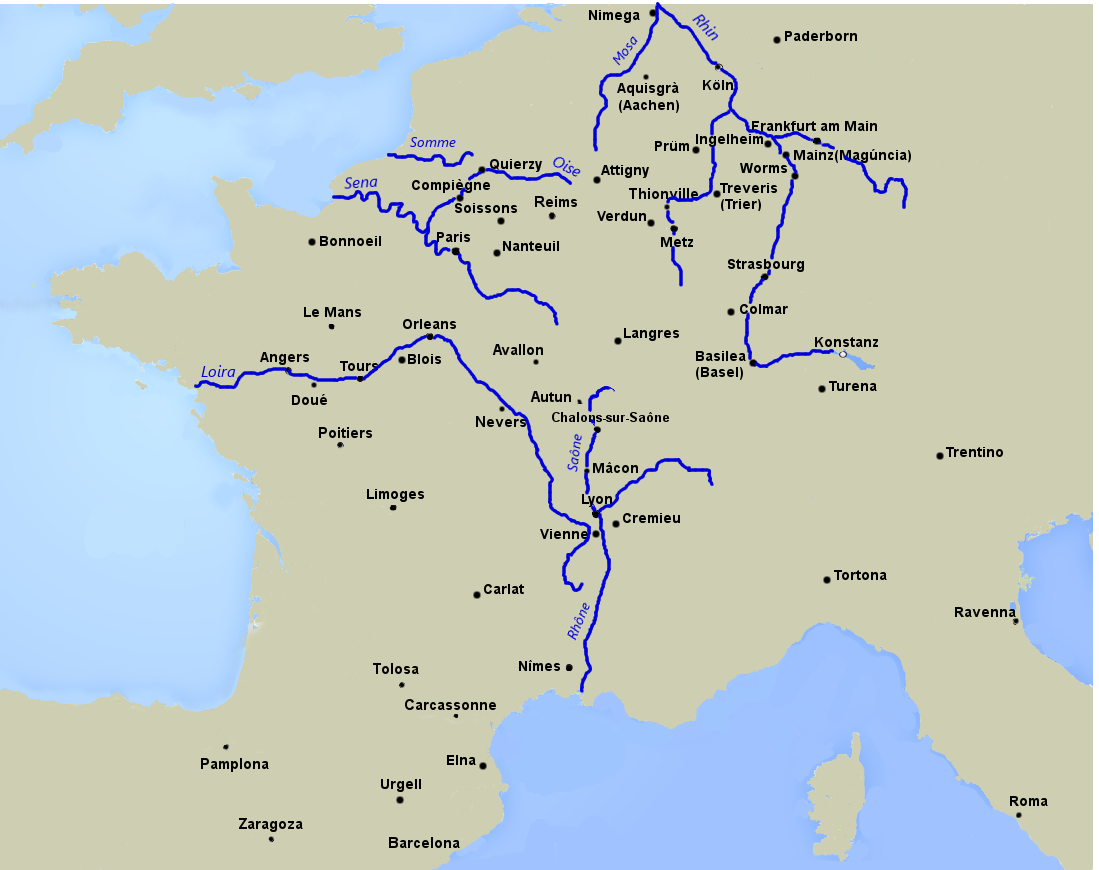
Localització de les dietes i concilis:
Aquisgrà (828)
París(829)
Lió (829)
Magúncia (829)
Tolosa(829)
Worms(829)
Aquisgrà(830)
Compiège(830)

## Queixes sobre l'administració eclesiàstica

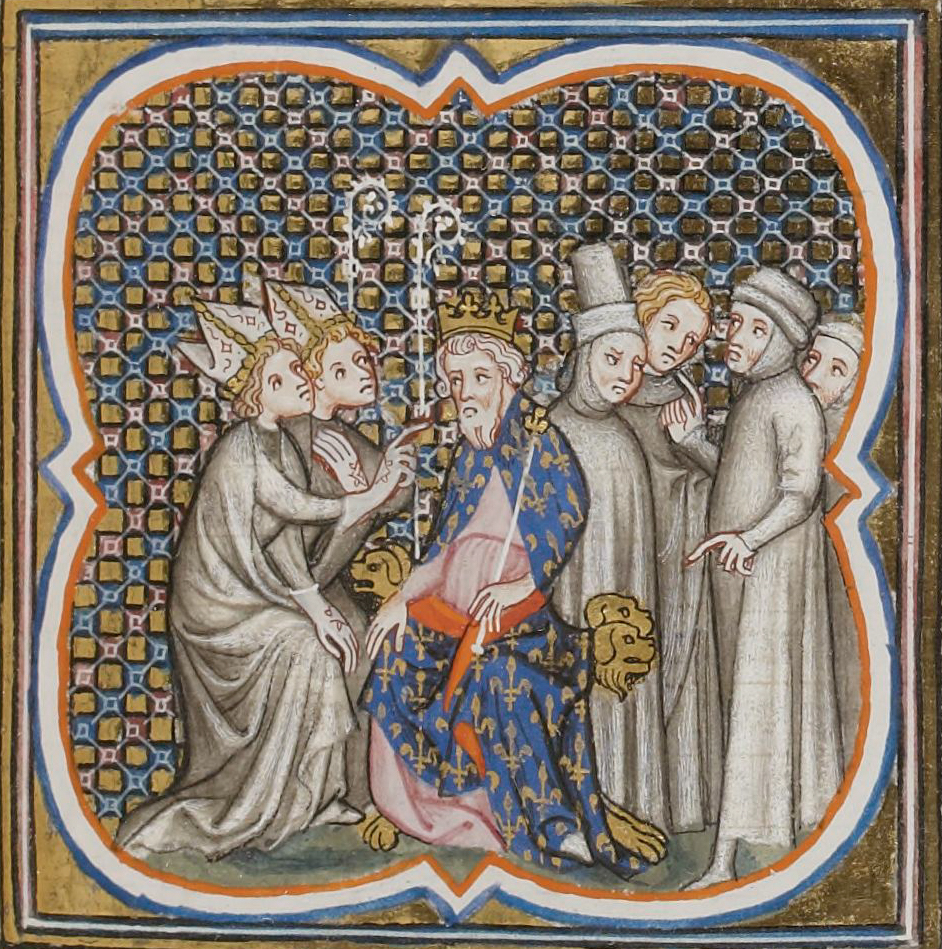
Lluís dialogant amb els bisbes.

El partit favorable a Lotari es va agitar a partir del 828, i els nobles d'aquest bàndol van presentar queixes sobre els abusos que regnaven a l'església, i Vala de Corbie, conseller de Lotari, va demanar-ne una reforma. A final de l'any del 828 es va celebrar a Aquisgrà una dieta o assemblea on Lluís fou convençut que calia una reforma i ell mateix es va considerar culpable dels abusos per omissió. Per remeiar la situació va fer redactar diverses capitulars, va enviar diversos missi (comissaris) a les províncies amb ordre de reformar la política i el govern i per al restabliment de la disciplina eclesiàstica va ordenar que el 829 se celebressin en quatre poblacions diferents de l'imperi, concilis als quals havien d'assistir tots els bisbes del regne. Aquests concilis van tenir lloc a París, Lió, Magúncia i Tolosa. L'emperador ordenava als metropolitans de convocar i presidir els concilis: a Magúncia l'arquebisbe Otgar, Hadabald de Colònia, Hetí de Trèveris i Berní de Besançon amb els seus sufraganis; a París, l'arquebisbe (Alderic) de Sens, i els arquebisbes Ebbó de Reims, Ragnoard de Rouen i Landram de Tours, amb els seus sufraganis; a Lió Agobard de Lió, Bernat de Vienne, Andreu de Tarentàsia, Benet d'Ais de Provença i Ageric d'Embrun, amb els seus sufraganis, i a Tolosa els arquebisbes Notó d'Arle, Bartomeu de Narbona, Adalelm de Bordeus i Agilulf de Bourges, amb els seus sufraganis.

## Projecte d'incloure el fill menor en el repartiment
El projecte de nou repartiment de l'Imperi amb participació de Carles el Calb va mobilitzar els partidaris de Lotari els quals finalment es van declarar obertament contraris a una nova partició de l'Imperi al·legant que no la podien acceptar sense violar el jurament que havien fet pel manteniment de la partició del 817. Lotari era l'instigador i Hug de Tours, el seu sogre, l'impulsor. Els nobles dissidents declaraven que l'emperador estava sota l'encís de la bellesa de la reina. Lluís va ordenar llavors als nobles implicats d'allunyar-se de la cort i va enviar el seu fill Lotari cap a Itàlia.
Llavors va cridar a la cort el duc, marquès i comte Bernat de Septimània com a conseller oposat a Hug i Matfrid, perquè Bernat era enemic declarat d'aquests, especialment després del que havia passat el 827. Bernat fou nomenat camerarius, el principal càrrec de la cort equivalent a gran camarlenc, i tenia la custòdia del nen Carles (després Carles II el Calb). Bernat tenia el suport de Judit, no sols perquè defensava els seus plantejaments i arrossegava a molts altres, sinó perquè era un home d'autoritat que es podia imposar a les faccions.
L'agost del 829 es va fer una dieta a Worms en la qual l'emperador va establir una nova partició de l'imperi incloent el seu fill menor Carles, que va rebre Germània i part de Borgonya en la part que abans havia estat assignada a Lotari. El setembre l'emperador va creuar el Rin i va anar al palau de Tribur (setembre). En un document emès en aquest lloc Lotari I és tractat de rei d'Itàlia i ja no d'emperador (associat) com abans; i el partit del perjudicat es va agitar i va protestar per aquesta injustícia.

## El problema amb Bernat i l'emperadriu

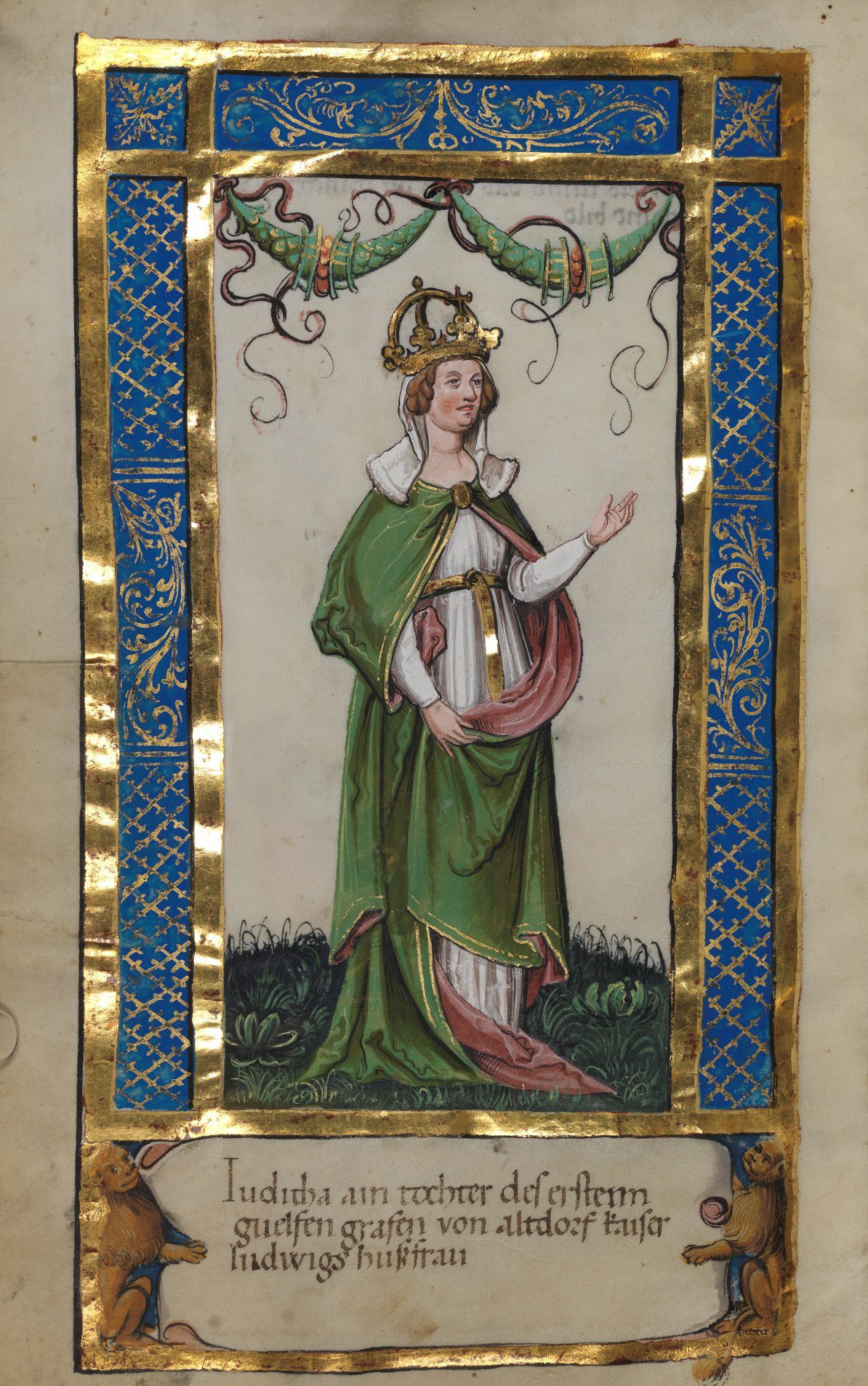
L'emperadriu Judit, mare de Carles

Els nobles van començar a desacreditar a Bernat a qui van acusar de tenir relacions il·lícites amb l'emperadriu. D'altra banda Bernat, al començament del seu poder a la cort, va allunyar de palau tots els que se li oposaven i havia fet donar els seus llocs a persones de la seva confiança fet que li havia creat enemics; progressivament les acusacions contra Bernat es van incrementar: fellonia, concussió, sacrilegi, i màgia, i haver utilitzat el seu prestigi per fascinar l'emperador; tots els mals de l'estat foren posats al comte de Bernat; els conflictes es van estendre a la família reial.
Vala de Corbie, qui havia estat casat amb una germana de Bernat però ara havia estat apartat del poder com a membre de la facció oposada, va sortir del seu retirament per utilitzar la seva fama d'íntegre i ser escoltat per l'emperador, davant el qual va denunciar Bernat i va destapar els rumors sobre les seves relacions amb Judit de Baviera. També va dir el mateix als grans de la cort que estaven disposats a escoltar de Vala el que no haguessin acceptat de cap altre. Va agafar a part a Bernat i després de recordar-li la tendresa que tenia per al seu pare Guillem de Gel·lona (Guillem I de Tolosa), que l'havia criat com si fos un fill propi, li va retreure tots els crims dels quals se l'acusava.

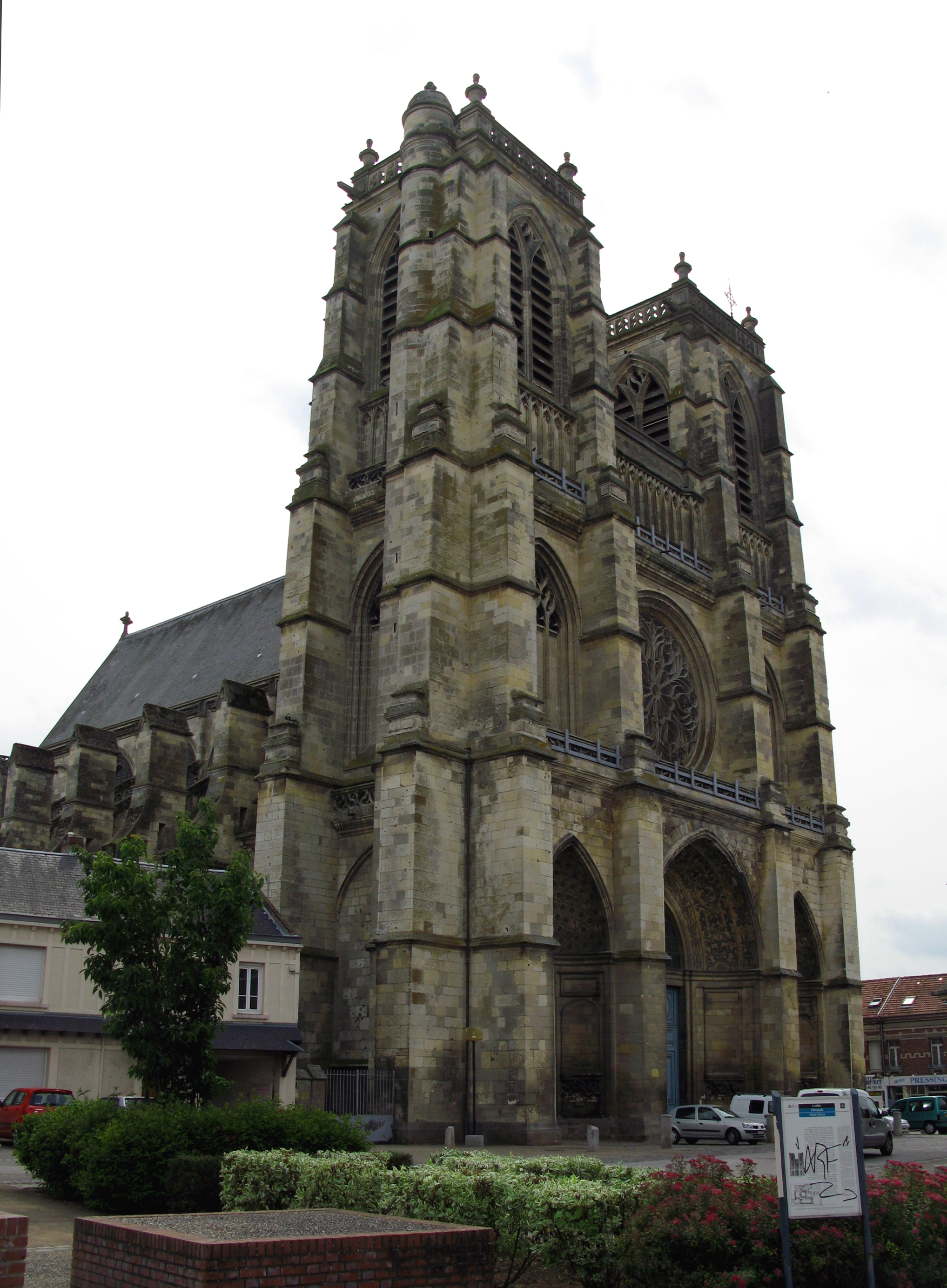
Església de l'Abadia de Corbie

Bernat, que era innocent, no li va fer cas i va declarar que totes les acusacions eren falses i calumnioses. Vala en no aconseguir la condemna de Bernat, es va retirar al monestir de Corbie on es va reunir amb els nobles amics de Lotari amb qui va conspirar contra Bernat i van decidir enviar missatges als tres fills de Lluís el Pietós del seu primer matrimoni per demanar el seu suport. Segons els conjurats, Bernat planejava matar l'emperador, casar-se amb Judit i regnar sobre l'imperi i si fracassava es retiraria a Septimània i Gòtia on es faria independent. Encara que això no tenia efecte a la cort, causava gran efecte en el poble.

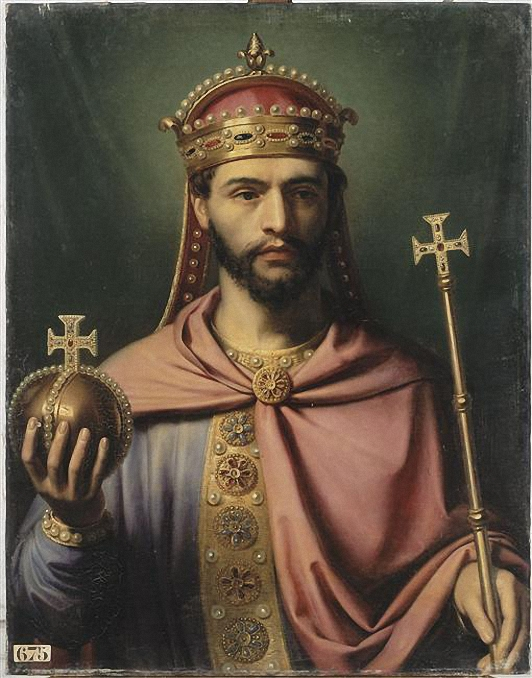
Lluís el Pietós, va provar d'evitar el conflicte dialogant.

A començament del 830 l'emperador va celebrar dieta a Aquisgrà on, a proposta de Bernat, es va decidir portar la guerra al territori dels bretons altre cop revoltats. Lluís va enviar a Bretanya al seu fill Lluís de Baviera i el primer dia de Quaresma l'exèrcit va sortir dirigit per Lluís i acompanyat per Lluís, Judit i Bernat. Al cap de pocs dies els soldats es van amotinar i van refusar continuar, i poc després es van desbandar (van passar al camp dels conspiradors que s'havien aixecat en armes i havien establert el seu quarter general a París on esperaven a Lotari i Pipí I d'Aquitània). Pipí va arribar a París amb les seves forces i va publicar un manifest en el que deia que havia agafat les armes per lliurar al seu pare de la tirania del duc i venjar l'afronta que el comerç carnal de Bernat amb l'emperadriu havia portat sobre tota la família. Pipí va entrar a Orleans on va expulsar el comte Otó, cosí de Bernat, i el va retornar a Matfred que l'havia posseït fins al febrer del 828 quan en fou privat. No gaire després Lluís de Baviera va abandonar les forces imperials i amb la seva gent es va reunir amb el seu germà Pipí. Quasi totes les tropes imperials s'havien unit als rebels i els dos reis van marxar a l'encontre de les forces de Lluís i Bernat. Lluís s'estava aleshores a Saint-Omer des d'on havia de marxar a Rennes (on havia convocat una dieta general del regne) però en saber la decisió dels seus fills va canviar d'idea i es va dirigir a Compiègne. Es va adonar que la influència que havia atorgat a Bernat el perjudicava i tot i que volia complaure Judit, va decidir allunyar-lo de la cort, igual que a l'emperadriu, per deixar sense arguments els sediciosos. Judit fou enviada a l'abadia de monges de Sainte-Marie de Laon i Bernat es va retirar a Barcelona, capital dels seus dominis. Lluís va acampar a Compiègne, a uns 12 km de Verberie, on s'estaven els reis d'Aquitània i de Baviera.
Els conjurats, en saber la sortida de Judit cap al monestir van enviar dos comtes, Warí i Lambert, per apoderar-se d'ella. Ho van aconseguir fàcilment i la van portar al campament rebel on Lluís i Pipí la van obligar, sota amenaces i tortura, d'anar a trobar l'emperador per persuadir-lo d'abdicar i retirar-se a un monestir i ella fer el mateix i si no se la mataria. Conduïda al campament de Lluís el Pietós sota escorta, Judit va demanar parlar amb el seu marit en privat i li va explicar que estava sota amenaça de mort obligada a ingressar a un monestir. Lluís li va donar permís d'enclaustrar-se per salvar la vida, però quan l'emperadriu li va demanar de fer el mateix, va demanar un temps de reflexió i deliberació davant una assemblea; Judit va retornar al campament rebel amb l'escorta i els seus fillastres la van enviar al monestir de Sainte-Radegonde de Poitiers. Conrad i Raül, germans naturals de l'emperadriu, que havien caigut en mans dels rebels, foren tonsurats i tancats alhora a monestirs d'Aquitània controlats per Pipí. Aquest i Lluís de Baviera, acompanyats dels principals senyors del seu partit (entre els quals Jesse bisbe d'Amiens, Hilduí arxidiaca i abat de Saint-Denis, Vala de Corbie, Matfred d'Orleans i Hug de Tours, sogre de Lotari) van anar llavors a Compiègne, on van celebrar l'assemblea proposada per l'emperador a la qual aquest mateix va assistir. La majoria estava en pro de la deposició però Lluís de Baviera, més respectuós o més tímid va impedir arribar a aquest punt i va quedar només privat de l'administració fins a l'arribada de Lotari I, després de prometre tot el que van voler i fer-li reconèixer les seves faltes en el govern de l'estat. Hug i Matfred van ser perdonats i exonerats i restituïts en dignitats i béns.

## Proposta de destronar l'emperador

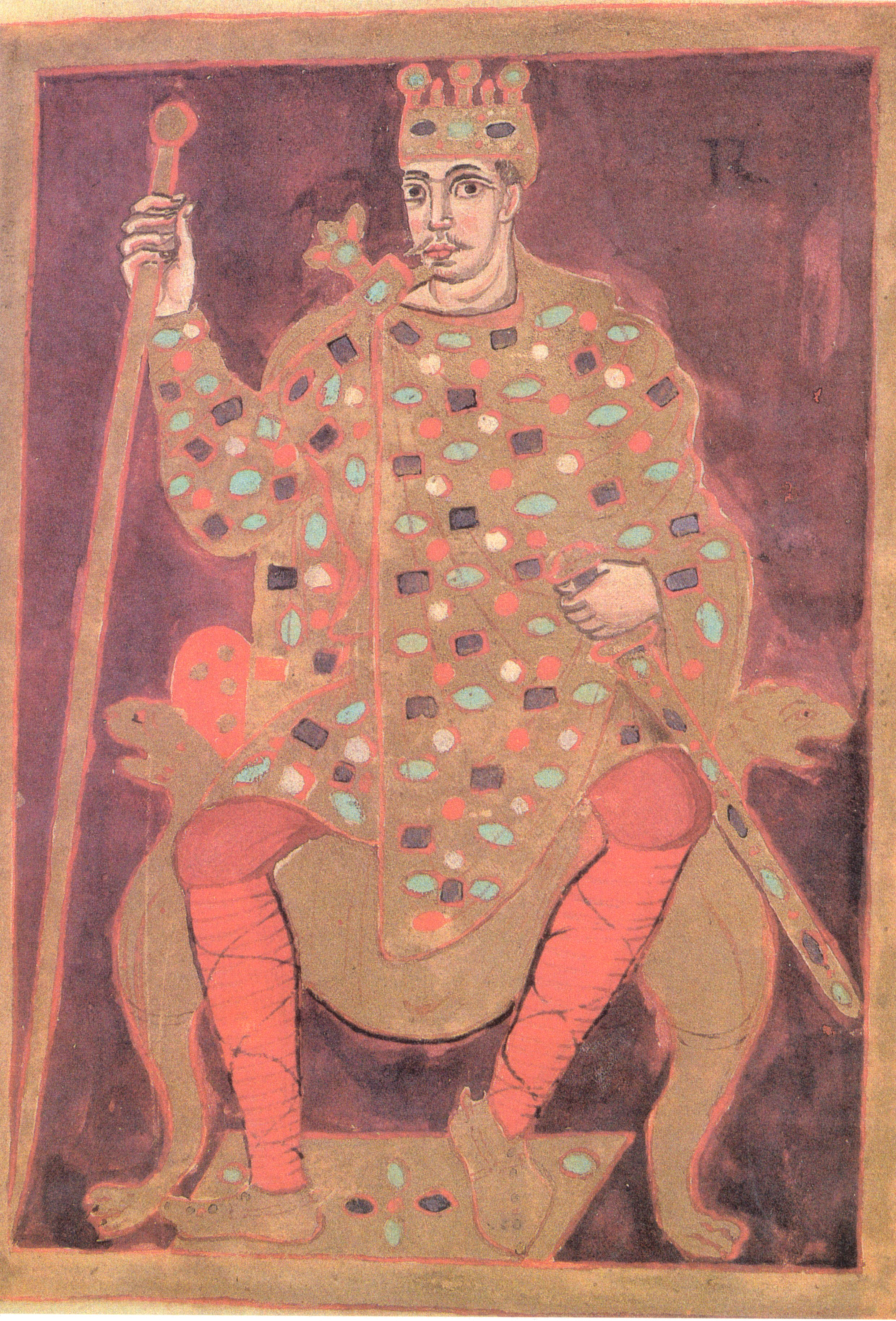
Lotari va proposar controlar el seu pare en lloc de desposseir-lo del títol de l'emperador.

Lotari, que encara era a Itàlia, havia estat repetidament cridat pels rebels a França, però no va arribar fins passada la festa de la Pasqua. A la seva arribada es va fer una nova assemblea on la proposta de destronar l'emperador es va posar sobre la taula, amb el suport de la majoria. Però Lotari es va acontentar de tenir el seu pare controlat i de confirmar el que ja havia estat acordat a l'anterior assemblea. Lluís el Pietós va doncs convervar el nominal títol d'emperador, les funcions del qual assolia quasi íntegrament el mateix Lotari.
Lotari hauria volgut venjar-se de Bernat de Septimània però aquest havia arribat amb seguretat a Barcelona i va haver de prendre venjança sobre els seus parents i amics: el comte Heribert, germà de Bernat, fou jutjat i condemnat i fou cegat tot i els precs de Lluís el Pietós en favor del desgraciat, sent després enviat exiliat a Itàlia; Odó d'Orleans, cosí de Bernat, fou degradat ignominiosament i desterrat igualment.
Després de la dieta de Compiègne, els reis d'Aquitània i de Baviera es van separar de Lotari I deixant-lo amb el control de la persona de l'emperador.